# The London Chuck Berry Sessions
 The London Chuck Berry Sessions è un album di Chuck Berry pubblicato nel 1972 dalla Chess Records.

## Il disco
La prima facciata dell'LP consiste di registrazioni in studio, mentre la seconda contiene tracce registrate dal vivo in concerto al Lanchester Arts Festival di Coventry, Inghilterra. Alla fine della sezione live, è inclusa la voce del presentatore del festival che cerca invano di far sfollare la gente dalla sala in modo che il prossimo gruppo in scaletta, i Pink Floyd, possa salire sul palco; la folla restia ad andarsene, continua ad intonare: «We want Chuck!» ("Vogliamo Chuck!").
My Ding-a-Ling fu accorciata ad una durata di circa 4 minuti per la pubblicazione su singolo; il brano divenne il primo (e unico) numero 1 in classifica per Berry, conquistando le vette delle classifiche sia negli Stati Uniti che in Gran Bretagna.

### Registrazione
Il 3 febbraio 1972, Berry tenne un concerto in Inghilterra alla Locarno Ballroom di Coventry nell'ambito del Lanchester Arts Festival. L'esibizione viene parzialmente registrata, ma a causa di un guasto tecnico, non fu possibile registrare i primi cinque brani del concerto. Quindi, il 5 febbraio, Chuck Berry si reca in studio per cercare di porre rimedio al disguido, incidendo qualche altro brano da inserire nel disco per rimpolpare il tutto, e poter pubblicare un album tratto dall'esibizione di due giorni prima, che aveva avuto un sorprendente successo (soprattutto durante l'esecuzione di My Ding-a-Ling, durante la quale il pubblico si era lasciato completamente trascinare da Berry cantando a squarciagola la canzone).

## Tracce
Tutti i brani sono opera di Chuck Berry, eccetto dove indicato.

### Lato 1 (studio)
1. Let's Boogie – 3:10
2. Mean Old World (Little Walter) – 5:45
3. I Will Not Let You Go – 2:49
4. London Berry Blues – 5:55
5. I Love You – 3:26

### Lato 2 (live)
1. Reelin' And Rockin' – 7:07
2. My Ding-a-Ling – 11:33
3. Johnny B. Goode – 4:23

La versione in cassetta scambia di posizione I Love You con Johnny B. Goode per creare due lati di durata omogenea.
La versione qui presente di Johnny B. Goode, sostituisce il primo verso originale della canzone con la prima strofa di Bye Bye Johnny.

## Formazione
- Chuck Berry - chitarra, voce
- Derek Griffiths - chitarra (Tracce 1-5)
- Kenney Jones - batteria (Tracce 1-5)
- Dave Kafinetti - pianoforte (Tracce 6-8)
- Robbie McIntosh - batteria (Tracce 6-8)
- Owen McIntyre - chitarra (Tracce 6-8)
- Ian McLagan - pianoforte (Tracce 1-5)
- Nic Potter - basso (Tracce 6-8)

## Singoli estratti
- My Ding-a-Ling